# 롱우드 하우스

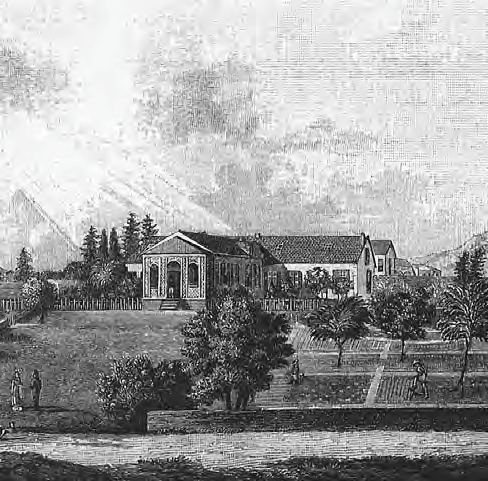
롱우드 하우스는 나폴레옹이 세인트헬레나 섬에 유배된 1815년 12월부터 1821년 5월 사망할 때까지 거주했던 곳이다.

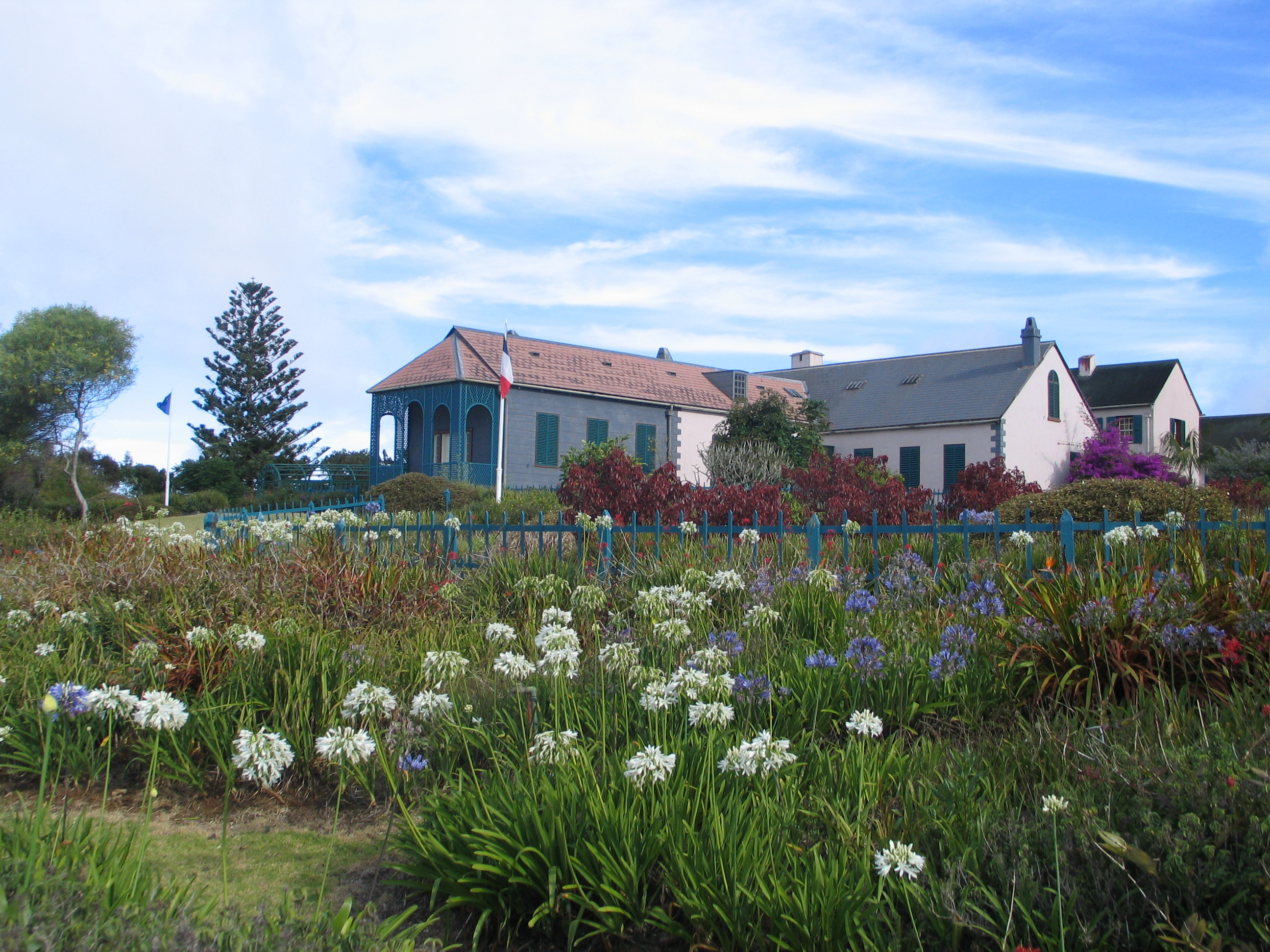
롱우드 하우스의 전경(2008년 1월)

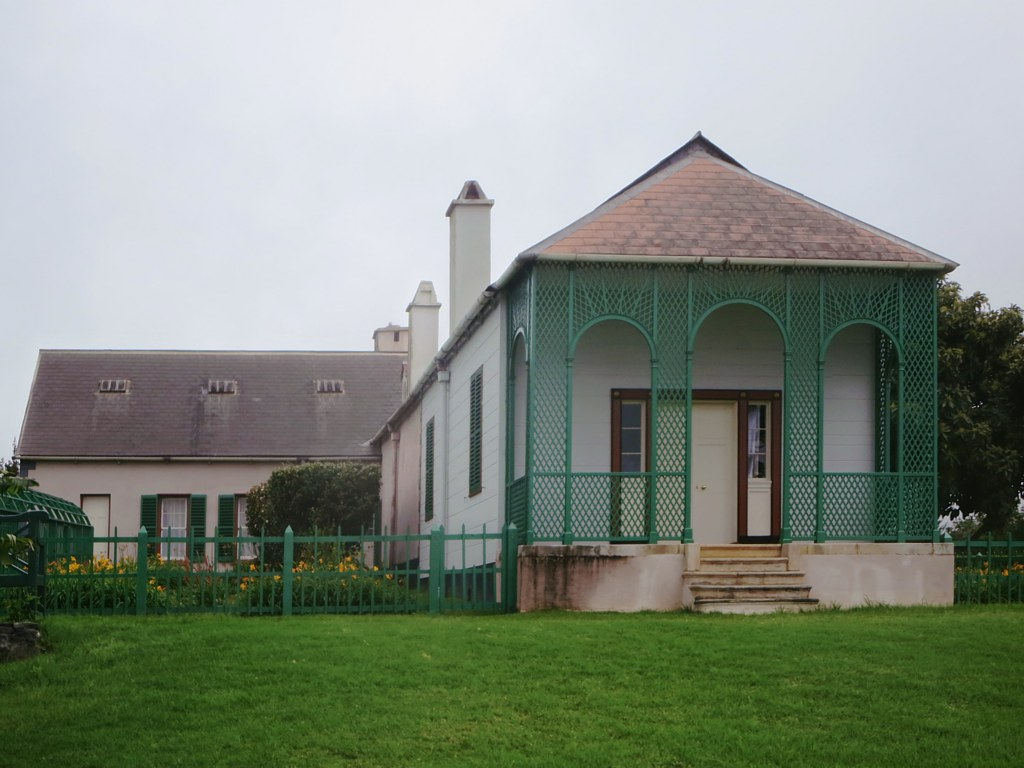
롱우드 하우스의 전경(2014년 9월)

롱우드 하우스는 프랑스 제1제국의 황제였던 나폴레옹 보나파르트가 세인트헬레나 섬에 유배되었던 1815년 12월 10일부터 1821년 5월 5일 사망 당시까지 거주했던 저택이다.

## 역사
롱우드 하우스는 본래 영국 동인도 회사가 소유하였던 농장이었고 부총독을 위한 별장으로 제공되었다고 전해지며, 1815년에 나폴레옹이 거주할 목적으로 개수되었다. 영국 정부는 롱우드 하우스를 나폴레옹과 그의 수행원의 거처로 사용하기에 열악함이 있다고 뒤늦게 판단했고, 나폴레옹의 사망 직전 근처에 새로운 저택을 만들었지만 그는 이 저택에서 거주하지 못한 채 사망했다.
1818년 2월에 허드슨 로 총독은 헨리 배서스트 백작에게 나폴레옹을 로즈마리 홀로 이사시킬 것을 제안한다. 로즈마리 홀은 나폴레옹이 원했던 것과 같이 바람이 세지 않고 차양이 잘 되어 세인트헬레나 섬에서 거주 환경이 조금 더 나은 곳이었지만, 나폴레옹의 최측근 구르고 장군의 런던에서의 의심스러운 행적을 알아챈 배서스트 백작은 나폴레옹을 롱우드에 계속 유폐시킴으로써 탈출을 어렵게 하도록 하는 것이 더 안전할 것이라고 판단했다. 새 저택은 나폴레옹이 섬에 도착한 지 삼 년이 지난 1818년 10월이 되어서야 공사를 시작했다.
나폴레옹이 롱우드 하우스에서 작성한 유언장은 프랑스 국립기록보존소에 보존되어 있다.

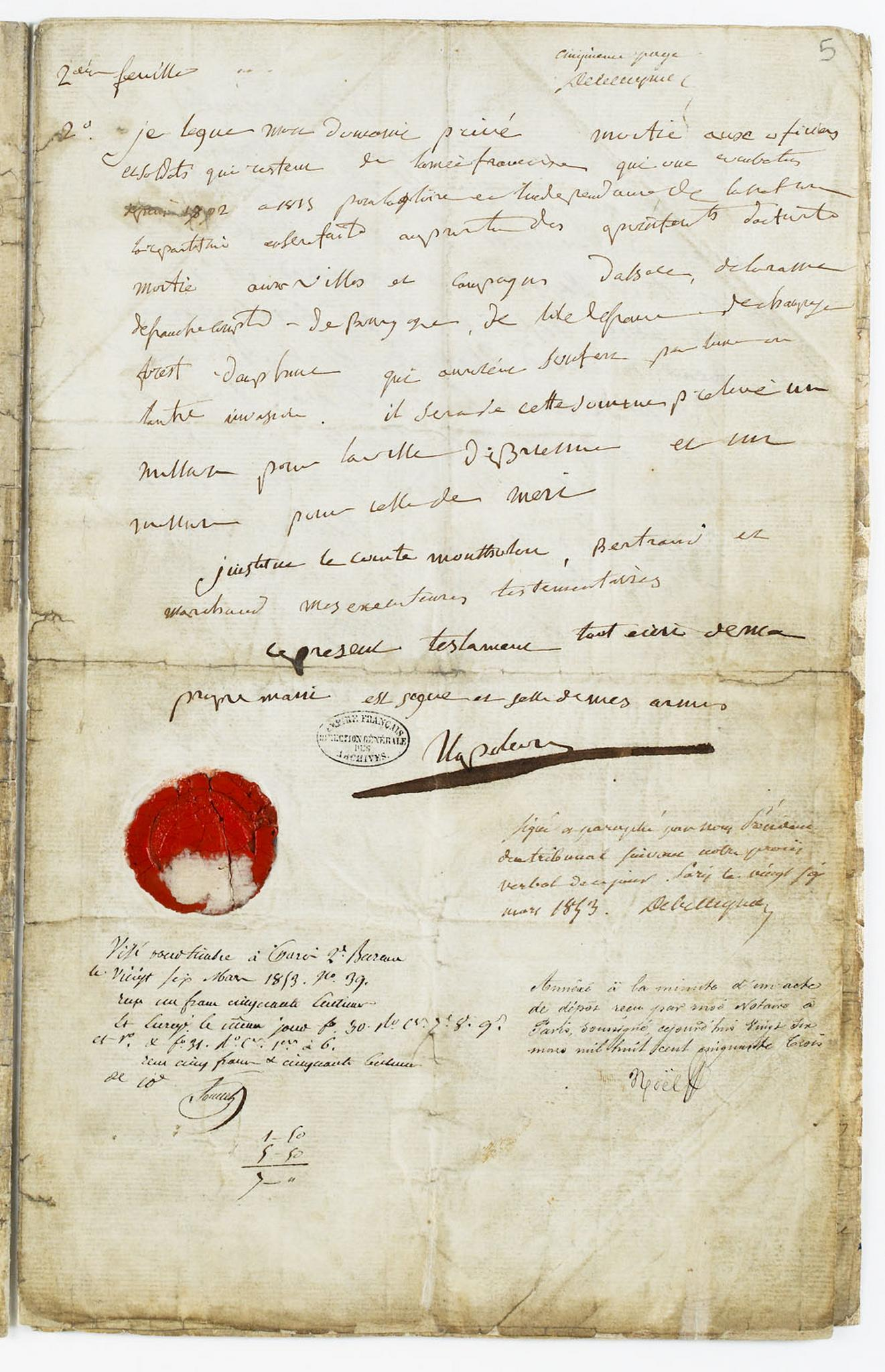
나폴레옹의 유언장 (1821년)

### 나폴레옹 사후
나폴레옹이 사망한 후 롱우드 하우스는 동인도 회사에 반환되었고 이후 영국 왕령 직할로 이관됨과 함께 농업 목적으로 이용되었다. 1854년부터 저택이 방치되고 있음을 인지한 나폴레옹 3세는 영국 정부를 상대로 롱우드 하우스의 소유권을 프랑스로 이전하기 위한 협상을 벌였고, 1858년에 저택과 무덤의 계곡의 토지 소유권이 7,100 파운드에 프랑스 정부로 매각되었다. 이 때부터 현재까지 이 곳은 프랑스 외교부의 관할 하에 있으며, 프랑스 정부 측 대리인이 이 곳에 거주하며 두 곳의 부동산을 관리하기도 했다. 1959년에는 나폴레옹이 세인트헬레나 섬에 도착한 후 롱우드 하우스의 개수가 완료될 때까지 몇 주간 묵었던 작은 가옥인 브라이어의 소유권이 메이블 브룩스 부인으로부터 프랑스 정부로 양도되었다.
건축물이 흰개미에 의해 훼손되면서 1940년대에 프랑스 정부는 롱우드 하우스의 철거를 검토했다. 나폴레옹 사망 직전 신축된 새 저택 건물, 그리고 브라이어가 있던 윌리엄 발콤브의 저택이 이 때 철거되었으나 롱우드 하우스 자체는 철거를 면했다. 롱우드 하우스는 프랑스의 큐레이터들에 의해 복원 작업이 이루어졌고, 입구의 석제 계단만이 유일하게 초기 원형을 보존하고 있는 구조물로 남게 되었다.
현재 롱우드 하우스는 프랑스 정부가 소유한 박물관으로 운영되고 있다. 세인트헬레나 섬에 존재하는 두 곳의 박물관 중 하나이며, 다른 하나는 세인트헬레나 박물관이다.

## 같이 보기
- 나폴레옹 보나파르트
- 세인트헬레나의 프랑스 영토
- 롱우드 (세인트헬레나)
- 롱우드 (피더스톤)

## 읽을거리
- Jean-Paul Kauffmann, La Chambre noire de Longwood : le voyage à Sainte-Hélène (1997), La Table Ronde, prix Roger Nimier, prix Joseph Kessel, ISBN 2-7103-0772-3.
  - The Dark Room at Longwood (2000), ISBN 1-8604-6774-1.